# Émile Augier
Guillaume Victor Émile Augier (Valence, 17 settembre 1820 – Croissy-sur-Seine, 25 ottobre 1889) è stato un poeta, drammaturgo e scrittore francese.

## Biografia
Nipote del romanziere Guillaume Pigault-Lebrun, Émile Augier nacque a Valence in un ambiente di buona borghesia benpensante. Ricevette un'educazione accurata e, quando la famiglia si stabilì a Parigi nel 1828, condusse studi brillanti al liceo Henri-IV (dove ebbe come compagno di corsi il duca d'Aumale), poi alla facoltà di diritto; all'inizio, infatti, mirò alla toga, stendendo nel frattempo degli abbozzi di testi teatrali. Nel 1844, il suo dramma La ciguë, rifiutato dalla Comédie-Française, conseguì un enorme successo all'Odéon.
Questo debutto clamoroso lanciò la sua carriera drammaturgica, che fu da allora costellata da grandi successi: L'avventuriera (1848) e Gabrielle (1850), scritte in versi, poi Il genero del signor Poirier (1854), Le leonesse povere (1858) e Gli sfrontati (1861), scritte in prosa.
Nel 1857 venne eletto Accademico di Francia. Nel 1862, Il figlio di Giboyer, che attacca il clericalismo, poté essere rappresentata solo grazie all'intervento personale di Napoleone III. La sua ultima commedia, Les Fourchambault, venne rappresentata nel 1879.
Un monumento grandioso, che raffigurava Émile Augier a sei metri d'altezza su un piedistallo di pietra circondato da muse, venne inaugurato a Valence nel 1897. Venne distrutto nel 1942, durante la Seconda guerra mondiale, quando il metallo che costituiva le statue venne requisito dagli occupanti tedeschi.

## Pensiero artistico
Autore dotato di buon talento teatrale, di capacità costruttiva, di interessi sociali e di spirito polemico, ma non sempre ricco di slancio poetico. Audace ma sostanzialmente nell'ambito del conformismo, riuscì nell'impresa di scandalizzare la borghesia, pur difendendone la morale. Le sue opere possono essere considerate uno specchio fedele e un quadro della realtà francese sotto la guida di Luigi Filippo e Napoleone III. Il suo bersaglio fu la borghesia capitalistica, della quale attaccò i falsi miti e l'ipocrisia e contemporaneamente esaltò i suoi princìpi morali prediletti, come il laicismo, il liberalismo, il pacifismo, l'anticlericalismo, la sacralità famigliare. Le sue prime opere rispecchiarono la tendenza romantica del suo tempo, però approdò ad una poetica realistica, pur conservando alcuni elementi retorici e alcune formalità esteriori tipici della corrente romantica. I suoi temi preferiti furono: la famiglia, l'adulterio, l'avidità del danaro, la corruzione, i Gesuiti.

## Opere
- Il suonatore di flauto, pastiche neo-greco
- L'avventuriera (in versi)

### Commedie di costume
- Gabrielle (in versi)
- Le Mariage d'Olympe
- Ceinture dorée
- Les Hommes pauvres
- Un beau Mariage
- Maître Guérin
- Madame Caverlet
- Les Fourchambault.

Le sue preoccupazioni sociali e politiche si notano in particolare in Le Gendre de Monsieur Poirier, il suo più grande successo, Les Effrontés, Le Fils de Giboyer, Lions et Renards, La Pierre de touche, La Contagion, Paul Forestier, Jean de Thommeray.